# Strangalia lapidicina
Strangalia lapidicina es una especie de escarabajo longicornio del género Strangalia, categorizada en la tribu Lepturini, de la subfamilia Lepturinae. Fue descrita por Giesbert en 1997.

## Descripción
Mide 10,5-18 mm de longitud.

## Distribución
Se distribuye por Guatemala.